# Walter Laubinger
Walter Laubinger (* 9. November 1967 in Hamburg) ist ein ehemaliger deutscher Fußballspieler.

## Karriere
Laubinger begann bei Wacker 04 Billstedt in Hamburg mit dem Fußballspielen. Früh wurde der Hamburger SV auf ihn aufmerksam, Laubingers Vater lehnte einen Wechsel seines Sohnes in die HSV-Jugend jedoch ab. Später ging er zum Bramfelder SV und spielte in einer Mannschaft mit Stefan Effenberg sowie Ralf Jester, der später ebenfalls einen Profivertrag beim Hamburger SV erhielt. Diese Jugendmannschaft war sehr erfolgreich, erreichte sogar das Halbfinale der Deutschen B-Junioren-Meisterschaft. Er spielte im Angriff, wurde aber auch im offensiven Mittelfeld eingesetzt.
Laubinger wurde in sämtliche Juniorennationalmannschaften des DFB berufen (U15–U20), war zeitweise Mannschaftsführer und galt als eines der größten Talente Deutschlands. Mit 17 wechselte er in die A-Jugend zum Hamburger SV und erhielt kurz darauf einen Vertrag als Lizenzspieler. Sein damaliger Trainer Ernst Happel verpasste Laubinger den Spitznamen Zauberer. Im Oktober 1986 wurde er mit der bundesdeutschen Junioren-Nationalmannschaft Dritter der Europameisterschaft. Im Halbfinale war die DFB-Auswahl trotz eines überragenden Laubinger gegen die Deutsche Demokratische Republik ausgeschieden. Er spielte bei dem Turnier in einer Mannschaft mit Oliver Bierhoff, Maximilian Heidenreich und Maurice Banach, Trainer in der bundesdeutschen Juniorennationalelf bei dem Turnier in Jugoslawien war Berti Vogts.
Während er beim HSV kaum zum Zuge kam, entdeckte Laubinger das Nachtleben für sich. In der Saison 1986/87 erwog der HSV zunächst, Laubinger zu einem anderen Verein auszuleihen. Der damalige HSV-Neumanager Felix Magath äußerte im September 1986, dass Laubinger „im Moment nur geholfen“ sei, „wenn er raus aus Hamburg kommt“. Magath bemängelte an Laubinger: „Es geht darum, daß Walter begreift, daß er etwas tun muß in diesem Beruf, daß nicht alles nur Spaß ist.“ Eine Ausleihe kam nicht zustande, da Laubinger in Hamburg bleiben wollte. Im Oktober 1986 zog sich Laubinger einen Bänderriss im Knie zu und musste sich einer Operation unterziehen. Im Dezember 1986 wurde Laubinger vom HSV schriftlich abgemahnt, da er das Aufbautraining nach der Operation unterbrach und das mit einer Magenverstimmung begründete. Er gewann mit dem HSV im weiteren Verlauf der Saison 1986/87 den DFB-Pokal, erreichte den zweiten Platz in der Bundesliga und kam zu einigen Einsätzen. Die Verantwortlichen des HSV beklagten danach jedoch fehlende Disziplin: In der Vorbereitung auf die Saison 1987/88 wurde er von Trainer Josip Skoblar beurlaubt, da der bereits abgemahnte Laubinger zu spät zu einem Termin gekommen war. Ein ähnlicher Vorfall war unter Skoblars Vorgänger Happel ohne Folgen geblieben. Die Überlegung, Laubinger an einen Verein zu verleihen, wurde nicht umgesetzt. Im Laufe der Saison kehrte er in die Mannschaft zurück und zeigte teils gute Leistungen. Der damalige HSV-Manager Magath urteilte über Laubinger: „Wenn seine Einstellung stimmt, ist er der nächste Nationalspieler des HSV.“ Der Durchbruch gelang Laubinger beim HSV aber nicht, er stürzte in private Probleme und seine Leistungen ließen immer mehr nach. Er wurde fortan auch nicht in die U-21 berufen. Ende November 1987 wechselte Laubinger zum damaligen Zweitligisten SpVgg Bayreuth. In seinem ersten Einsatz für die Oberfranken wurde er wegen Nachtretens mit der Roten Karte vom Platz gestellt. Laubinger konnte sich in Bayreuth nicht durchsetzen, bestritt nur vier Punktspiele für den Verein.
Nach der Saison 1988/89 kehrte er nicht mehr in den Berufsfußball zurück, sondern ließ sich reamateurisieren. Er spielte beim VfB Remscheid, im Januar 1990 wechselte er zum SC Concordia Hamburg in die Oberliga Nord. Während seiner Zeit bei dem Verein wurde Laubinger als „das erst verkannte und später vergessene Fußball-Genie des HSV“ bezeichnet. Ende März 1990 musste bei Laubinger ein Eingriff an der Schulter vorgenommen werden. Anfang Dezember 1990 wurde er beim SC Concordia wegen einer gegenüber dem Co-Trainer gezeigten beleidigenden Geste aus der Mannschaft geworfen und wechselte im selben Monat zum Verbandsliga-Tabellenführer VfL 93 Hamburg. Im November 1991 stand eine Rückkehr Laubingers in den Profibereich im Raum, als Bayer Uerdingen und SV Waldhof Mannheim Interessen an ihm zeigten. Zum Wechsel kam es nicht. Wegen Laubingers guter Leistungen beim VfL 93 wünschte sich im April 1992 der damalige HSV-Vorsitzende Jürgen Hunke dessen Rückkehr zum Bundesligisten. Laubinger nahm daraufhin im selben Monat beim HSV an einem Probetraining teil. Ein Wechsel kam nicht zustande, auch das Interesse des HSV-Rivalen FC St. Pauli an Laubinger im Frühling 1992 endete nicht in einer Verpflichtung. Mit dem VfL 93 stieg er im Juni 1992 in die Oberliga auf. Im Frühjahr 1993 zog er sich eine Adduktorenverletzung zu und fiel fünfzehn Monate aus. Ab Februar 1995 spielte Laubinger beim TSV DUWO 08 in der Hamburger Bezirksliga.
Er war als Spieler und Trainer unter anderen beim Farmsener TV (bis November 2004) tätig. Von 2006 an war Laubinger Jugendtrainer beim SC Concordia Hamburg. Nach seinem unfreiwilligen Abgang beim SC Concordia wechselte Laubinger zunächst als Jugendtrainer zum VfL Maschen. Ab Herbst 2010 arbeitete Laubinger als C-Jugendtrainer beim ältesten Sportverein der Welt, der Hamburger Turnerschaft von 1816, kurz HT16. 2012 trat er das Traineramt bei der A-Jugend der JFV Hamburg-Oststeinbek an.
Gelegentlich läuft Laubinger für die Alten Herren des Hamburger SV auf.

## Erfolge
- 1987 Deutscher Pokalsieger (Hamburger SV)
- 1987 Deutscher Vize-Meister (Hamburger SV)
- 1986 Dritter der Junioren-Europameisterschaft (Altersklasse U19)[27]

## Sonstiges
Laubinger gehört der Minderheit der Sinti an. Er wurde beruflich als selbständiger Gärtner tätig.
Wegen wiederholten Fahrens ohne Führerschein wurde er laut Hamburger Morgenpost 2021 von einem Hamburger Gericht zu zehn Monaten Haft ohne Bewährung verurteilt, Laubinger legte Berufung ein.